# Tellina
Genre
Synonymes
- genre Liotellina P. Fischer, 1887[1]
- genre Musculus Mörch, 1853[1]
- sous-genre Tellina (Tellina) Linnaeus, 1758[1]
- sous-genre Tellina (Tellinarius) Froriep, 1806[1]
- genre Tellinarius Froriep, 1806[1]

Tellina est un genre de mollusques de la famille des Tellinidae.

## Liste des espèces
Selon World Register of Marine Species (15 octobre 2020) :
- Tellina alata Gmelin, 1791
- Tellina ancylus A. E. Salisbury, 1934
- Tellina angrensis (Marques & Simone, 2014)
- Tellina barhampurensis Preston, 1915
- Tellina brasiliana Spengler, 1798
- Tellina brunneoflavida Preston, 1916
- Tellina chrysogona Dall, 1908
- Tellina costulata Schmeltz, 1864
- Tellina decisa (Marwick, 1931) †
- Tellina hesterna (Powell & Bartrum, 1928) †
- Tellina iheringi Dall, 1900
- Tellina indistincta W. H. Turton, 1932
- Tellina interrupta Lightfoot, 1786
- Tellina juttingae van Regteren Altena, 1965
- Tellina leda Deshayes, 1855
- Tellina listeri Röding, 1798
- Tellina macassariensis Prashad, 1932
- Tellina mutata Finlay, 1927 †
- Tellina nuculoides (Reeve, 1854)
- Tellina radiata Linnaeus, 1758
- Tellina ralphi Finlay, 1927 †
- Tellina rhodon Hanley, 1844
- Tellina rufanensis W. H. Turton, 1932
- Tellina samoensis Schmeltz, 1874
- Tellina simplaria Salisbury, 1934
- Tellina solaris Röding, 1798
- Tellina subradiata Arango, 1880
- Tellina violacea Müller, 1766
- Tellina virginica Gmelin, 1791